# Buachaille Etive Mòr
Der Buachaille Etive Mòr (gälisch Buachaille Eite Mòr) ist ein bis zu 1021 Meter hohes Bergmassiv in Schottland. Sein Name bedeutet Großer Schäfer/Hüter von Etive. Er liegt in den westlichen Highlands südlich von Fort William am östlichen Ende des Glen Coe. Zwei seiner Gipfel zählen zu den 282 Munros.

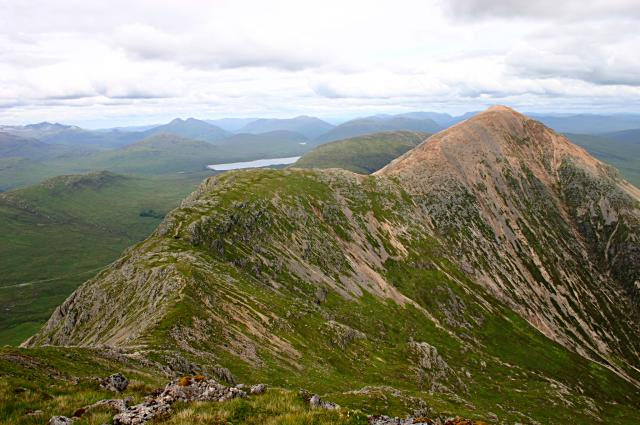
Blick über den Kamm des Buachaille nach Norden

Das rund acht Kilometer lange Bergmassiv des Buachaille verläuft vom östlichen Ende des Glen Coe nach Südwesten, östlich begrenzt vom Glen Etive. Die höchsten Gipfel des Massivs sind von Nord nach Süd der Stob Dearg mit 1021 m, der Stob na Doire mit 1011 m, der Stob Coire Altruim mit 941 m und der Stob na Bròige mit 956 m. Der Stob Dearg und der Stob na Bròige sind Munros, die anderen Gipfel weisen eine zu geringe Schartenhöhe auf. Westlich wird das Massiv durch das Tal Lairig Gartain vom Buachaille Etive Beag getrennt, der mit 958 m etwas niedriger ist.
Durch seine markante Nordostwand, die pyramidenförmig über dem Talende des Glen Coe und dem Rannoch Moor aufragt, ist vor allem der Stob Dearg ein sehr bekannter und viel fotografierter Berg. Dazu trägt auch die leichte Erreichbarkeit über die nördlich des Bergmassivs verlaufende A82 von Glasgow nach Fort William bei. Bestiegen werden kann der Buachaille Etive Mòr über verschiedene Routen, die kürzeste führt durch das Coire na Tulaich, ein Kar in der Nordseite. Eine beliebte Tour ist auch die komplette Überschreitung aller Gipfel. Die Nordostwand weist einige der anspruchsvollsten Kletterrouten Schottlands auf.